# Campionati del mondo di atletica leggera indoor 2022 - Staffetta 4×400 metri maschile
La gara della staffetta 4×400 metri maschile dei campionati del mondo di atletica leggera indoor 2022 si è svolta il 20 marzo.

## Podio
| Pos.    | Atleti                                                                             | Nazionalità | Tempo   |
| ------- | ---------------------------------------------------------------------------------- | ----------- | ------- |
| Oro     | Julien Watrin Alexander Doom Jonathan Sacoor Kévin Borlée Dylan Borlée             | Belgio      | 3'06"52 |
| Argento | Bruno Hortelano-Roig Iñaki Cañal Manuel Guijarro Bernat Erta                       | Spagna      | 3'06"82 |
| Bronzo  | Taymir Burnet Nick Smidt Terrence Agard Tony van Diepen Isayah Boers Jochem Dobber | Paesi Bassi | 3'06"90 |

## Situazione pre-gara

### Record
Prima di questa competizione, il record del mondo indoor e il record dei campionati erano i seguenti.
| Record                | Prestazione | Nazione                     | Data e luogo                         | Competizione                     |
| --------------------- | ----------- | --------------------------- | ------------------------------------ | -------------------------------- |
| Record mondiale       | 3'01"51     | Houston Cougars Stati Uniti | 9 febbraio 2019 Clemson, Stati Uniti |                                  |
| Record dei campionati | 3'01"77     | Polonia                     | 4 marzo 2018 Birmingham, Regno Unito | Campionati del mondo indoor 2018 |

### Campioni in carica
I campioni in carica a livello mondiale erano:
| Campione        | Atleta      | Prestazione | Data e luogo                         | Competizione                     |
| --------------- | ----------- | ----------- | ------------------------------------ | -------------------------------- |
| Olimpico        | Stati Uniti | 2'55"70     | 7 agosto 2021 Tokyo, Giappone        | Giochi della XXXII Olimpiade     |
| Mondiale indoor | Polonia     | 3'02"77     | 4 marzo 2018 Birmingham, Regno Unito | Campionati del mondo indoor 2018 |

### La stagione
Prima di questa gara, gli atleti con le migliori tre prestazioni dell'anno erano:
| Pos. | Atleta                                | Prestazione | Data e luogo                                  |
| ---- | ------------------------------------- | ----------- | --------------------------------------------- |
| 1    | Georgia Bulldogs Stati Uniti          | 3'02"59     | 26 febbraio 2022 College Station, Stati Uniti |
| 2    | Florida Gators Stati Uniti            | 3'02"61     | 26 febbraio 2022 College Station, Stati Uniti |
| 3    | North Carolina A&T Aggies Stati Uniti | 3'03"39     | 29 gennaio 2022 Clemson, Stati Uniti          |

## Risultati

### Batterie di qualificazione
Le batterie di qualificazione si sono tenute il 20 marzo a partire dalle ore 11:09.
Passano alla finale la prima squadra di ogni batteria (Q) e le successive tre squadre più veloci (q).

#### Batteria 1
| Pos | Corsia | Atleti                                                                                         | Nazionalità | Tempo   | Note                                     |
| --- | ------ | ---------------------------------------------------------------------------------------------- | ----------- | ------- | ---------------------------------------- |
| 1   | 5      | Julien Watrin, Dylan Borlée, Alexander Doom, Kévin Borlée                                      | Belgio      | 3'07"43 | Q                                        |
| 2   | 6      | Noah Williams, Donavan Brazier, Amere Lattin, Isaiah Harris                                    | Stati Uniti | 3'09"11 | Miglior prestazione personale stagionale |
| 3   | 4      | Kasper Kadestål, Nick Ekelund-Arenander, Karl Wållgren, Erik Martinsson                        | Svezia      | 3'09"48 | Miglior prestazione personale stagionale |
| 4   | 3      | Ifeanyi Emmanuel Ojeli, Sikiru Adewale Adeyemi, Timothy Emeoghene, Samson Oghenewegba Nathanie | Nigeria     | 3'09"55 | Miglior prestazione personale stagionale |
| -   | 2      | Katriel Angulo, Alan Minda, Anderson Marquinez, Steeven Salas                                  | Ecuador     | dq      | TR17.4.3-4                               |

#### Batteria 2
| Pos | Corsia | Atleti                                                             | Nazionalità | Tempo   | Note             |
| --- | ------ | ------------------------------------------------------------------ | ----------- | ------- | ---------------- |
| 1   | 6      | Bruno Hortelano-Roig, Iñaki Cañal, Manuel Guijarro, Bernat Erta    | Spagna      | 3'06"98 | Q                |
| 2   | 5      | Pavel Maslák, Vít Müller, Tadeáš Plaček, Patrik Šorm               | Rep. Ceca   | 3'07"25 | q                |
| 3   | 4      | Cillin Greene, Cathal Crosbie, Brian Gregan, Christopher O'Donnell | Irlanda     | 3'08"63 | Record nazionale |
| 4   | 3      | Šimon Bujna, Patrik Dömötör, Matej Baluch, Miroslav Marček         | Slovacchia  | 3'09"79 | Record nazionale |

#### Batteria 3
| Pos | Corsia | Atleti                                                                    | Nazionalità   | Tempo   | Note |
| --- | ------ | ------------------------------------------------------------------------- | ------------- | ------- | ---- |
| 1   | 6      | Isayah Boers, Nick Smidt, Jochem Dobber, Tony van Diepen                  | Paesi Bassi   | 3'07"64 | Q    |
| 2   | 4      | Tymoteusz Zimny, Mateusz Rzeźnizak, Jacek Majewski, Kajetan Duszyński     | Polonia       | 3'07"90 | q    |
| 3   | 5      | Alex Haydock-Wilson, Ben Higgins, Samuel Reardon, Guy Learmonth           | Gran Bretagna | 3'08"30 | q    |
| 4   | 3      | Remus Andrei Niculita, Mihai Sorin Dringo, Denis Simon Toma, Robert Parge | Romania       | 3'13"11 |      |

### Finale
La finale si è tenuta il 20 marzo alle ore 19:48.
| Pos | Corsia | Atleti                                                                      | Nazionalità   | Tempo   | Note                                     |
| --- | ------ | --------------------------------------------------------------------------- | ------------- | ------- | ---------------------------------------- |
|     | 5      | Julien Watrin, Alexander Doom, Jonathan Sacoor, Kévin Borlée                | Belgio        | 3'06"52 | Miglior prestazione personale stagionale |
|     | 6      | Bruno Hortelano-Roig, Iñaki Cañal, Manuel Guijarro, Bernat Erta             | Spagna        | 3'06"82 | Miglior prestazione personale stagionale |
|     | 3      | Taymir Burnet, Nick Smidt, Terrence Agard, Tony van Diepen                  | Paesi Bassi   | 3'06"90 | Miglior prestazione personale stagionale |
| 4   | 1      | Tymoteusz Zimny, Mateusz Rzeźnizak, Maksymilian Klepacki, Kajetan Duszyński | Polonia       | 3'07"81 | Miglior prestazione personale stagionale |
| 5   | 4      | Patrik Šorm, Vít Müller, Tadeáš Plaček, Pavel Maslák                        | Rep. Ceca     | 3'07"98 |                                          |
| 6   | 2      | Ben Higgins, Alex Haydock-Wilson, Samuel Reardon, Guy Learmonth             | Gran Bretagna | 3'08"30 | Miglior prestazione personale stagionale |